# John W. Gran
John W. Gran, né Willem Nicolaysen Gran, le 5 avril 1920 à Bergen (Norvège) et mort le 20 mars 2008 à Paris, était un moine cistercien-trappiste norvégien de l'abbaye de Caldey. Il fut coadjuteur, puis évêque du diocèse catholique d'Oslo de 1964 à 1983. 

## Biographie

### Jeunesse et vie monastique
Ses études secondaires terminées, vers la fin des années 1930, Willem Gran parcourt l'Europe envisageant une carrière dans le chant lyrique. Lorsque les forces allemandes envahissent et occupent la Norvège en 1940, il se trouve bloqué en Italie où, par des rencontres qu'il fait, il commence à s'intéresser au catholicisme. Bien que baptisé à sa naissance dans la tradition luthérienne de son pays, il se considérait comme athée. Gran se convertit au catholicisme en 1941 et reçoit le sacrement de confirmation dans la basilique Saint-Pierre de Rome
Il fait ensuite son service militaire. Gran est d'abord en poste à Londres puis, la paix revenue, il retourne dans son pays natal où, en 1945-1946, il est officier de liaison à la citadelle d'Akershus d'Oslo. Démobilisé, il travaille quelque temps (1946-1947) dans l'industrie du cinéma. Il participe à la réalisation du film La Bataille de l'eau lourde, un documentaire sur le sabotage de l'usine d'eau lourde en Norvège durant la Seconde Guerre mondiale.
Depuis quelque temps il se sent attiré par la vie monastique. En novembre 1949 il entre au noviciat du monastère trappiste de Caldey, sis sur une île du Pays de Galles. Il y adopte le nom de Jean. Après des études théologiques faites à l'abbaye de Scourmont (Belgique), abbaye-mère de Caldey, John Gran est ordonné prêtre, dans son abbaye de Caldey, le 21 mai 1957, par Jacques Mangers SM, évêque d'Oslo. 
Deux ans plus tard il est envoyé à Rome pour y poursuivre des études supérieures de théologie : il y obtient la licence. Les études terminées, il reste à Rome de 1960 à 1963, comme administrateur financier de l'ordre trappiste. 

### Évêque d'Oslo
Peu après la clôture de la première session du concile Vatican II, le 27 décembre 1962, le pape Jean XXIII le nomme coadjuteur du diocèse d'Oslo, alors seul diocèse catholique de la Norvège. Son ordination épiscopale a lieu dans la cathédrale Saint-Olaf d'Oslo le 24 mars 1963. D'abord coadjuteur, il devient évêque d'Oslo le 13 décembre 1964, lorsque son titulaire, Jacques Mangers, démissionne.  
John Gran participe aux trois dernières sessions du concile Vatican II, de 1963 à 1965. Il en était le seul évêque norvégien. Jusqu'en 1970 il est membre du Secrétariat pour l'unité des chrétiens. Et ensuite, jusqu'en 1984, membre du Secrétariat pour le dialogue avec les non-croyants. Auteur de plusieurs livres, en norvégien, sur l'histoire de l'Église catholique dans son pays, il reçoit en 1984 le titre de commandeur de l'ordre de Saint-Olav.
John Gran démissionne le 26 novembre 1983 et vit dès lors en Corse. Il meurt à Paris le 20 mars 2008,. Funérailles et enterrement ont lieu, le 3 avril 2008, à Bergen, sa ville natale. Il est le premier évêque catholique enterré à Bergen depuis 1522.

## Distinctions
- 1984 :  Commandeur de l'ordre de Saint-Olaf[1]

## Référence
1. 1 2 3 4 5 6  (no) Lars Roar Langslet, « John Willem Gran », dans Norsk biografisk leksikon, 26 novembre 2024 (lire en ligne) (consulté le 13 mai 2025).
2. 1 2 3 4 5  (en) David M. Cheney, « Bishop John Willem Nicolaysen Gran, O.C.S.O. † », sur catholic-hierarchy.org.
3. ↑  État civil sur le fichier des personnes décédées en France depuis 1970